# Coppa di Germania 2024-2025 (pallavolo maschile)
La Coppa di Germania 2024-2025, 35ª edizione della coppa nazionale maschile di pallavolo, si è svolta dal 26 ottobre 2024 al 2 marzo 2025: al torneo hanno partecipato venti squadre di club tedesche e la vittoria finale è andata per l'ottava volta, la terza consecutiva, allo Charlottenburg.

## Formula
La formula ha previsto primo turno, ottavi di finale, quarti di finale, semifinali e finale.

## Squadre partecipanti
- Bitterfeld-Wolfen
- Charlottenburg
- Dachau
- Dürener
- Freiburger
- Friedrichshafen
- Giesen
- Giesen II
- Herrsching
- Karlsruhe

- Kriftel
- Leipzig
- Lindow-Gransee
- Lüneburg
- Mondorf
- Netzhoppers
- Rottenburg
- Schwaig
- Unterhaching
- Warnemünde

## Torneo

### Tabellone
|  | Ottavi di finale  | Ottavi di finale |  |  | Quarti di finale | Quarti di finale |                |   | Semifinali     | Semifinali |         |   | Finale | Finale |  |
|  |                   |                  |  |  |                  |                  |                |   |                |            |         |   |        |        |  |
|  | Unterhaching      | 3                |  |  |                  |                  |                |   |                |            |         |   |        |        |  |
|  | Bitterfeld-Wolfen | 0                |  |  | Unterhaching     | 3                |                |   |                |            |         |   |        |        |  |
|  | Warnemünde        | 1                |  |  | Friedrichshafen  | 1                |                |   |                |            |         |   |        |        |  |
|  | Friedrichshafen   | 3                |  |  |                  |                  |                |   | Unterhaching   | 0          |         |   |        |        |  |
|  | Charlottenburg    | 3                |  |  |                  |                  | Charlottenburg | 3 |                |            |         |   |        |        |  |
|  | Herrsching        | 0                |  |  | Charlottenburg   | 3                |                |   |                |            |         |   |        |        |  |
|  | Kriftel           | 0                |  |  | Lüneburg         | 1                |                |   |                |            |         |   |        |        |  |
|  | Lüneburg          | 3                |  |  |                  |                  |                |   | Charlottenburg | 3          |         |   |        |        |  |
|  | Karlsruhe         | 3                |  |  |                  |                  |                |   |                |            | Dürener | 2 |        |        |  |
|  | Netzhoppers       | 2                |  |  | Karlsruhe        | 0                |                |   |                |            |         |   |        |        |  |
|  | Leipzig           | 0                |  |  | Dürener          | 3                |                |   |                |            |         |   |        |        |  |
|  | Dürener           | 3                |  |  |                  |                  |                |   | Dürener        | 3          |         |   |        |        |  |
|  | Dachau            | 1                |  |  |                  |                  | Giesen         | 1 |                |            |         |   |        |        |  |
|  | Giesen            | 3                |  |  | Giesen           | 3                |                |   |                |            |         |   |        |        |  |
|  | Mondorf           | 0                |  |  | Freiburger       | 0                |                |   |                |            |         |   |        |        |  |
|  | Freiburger        | 3                |  |  |                  |                  |                |   |                |            |         |   |        |        |  |

### Risultati

#### Primo turno
| 26 ottobre 2024 Schacht-Arena, Giesen Durata: 1h:26 - Spettatori: 100                | Giesen II | 0 - 3 | Warnemünde     | 21-25, 29-31, 23-25               |
| 26 ottobre 2024 Hardtberghalle, Bonn Durata: 0h:00 - Spettatori: 0                   | Mondorf   | 3 - 0 | Lindow-Gransee | 25-0, 25-0, 25-0                  |
| 27 ottobre 2024 Sporthalle Weingartenschule, Kriftel Durata: 1h:42 - Spettatori: 124 | Kriftel   | 3 - 1 | Rottenburg     | 25-20, 25-21, 18-25, 25-20        |
| 27 ottobre 2024 Sporthalle Leplaystraße, Lipsia Durata: 1h:46 - Spettatori: 199      | Leipzig   | 3 - 2 | Schwaig        | 28-26, 25-20, 16-25, 12-25, 15-11 |

#### Ottavi di finale
| 10 novembre 2024 OSPA-Arena, Rostock Durata: 1h:41 - Spettatori: 600                 | Warnemünde     | 1 - 3 | Friedrichshafen   | 21-25, 22-25, 26-24, 15-25        |
| 10 novembre 2024 Hardtberghalle, Bonn Durata: 1h:22 - Spettatori: 637                | Mondorf        | 0 - 3 | Freiburger        | 24-26, 22-25, 19-25               |
| 9 novembre 2024 Sporthalle Weingartenschule, Kriftel Durata: 1h:08 - Spettatori: 600 | Kriftel        | 0 - 3 | Lüneburg          | 17-25, 12-25, 22-25               |
| 9 novembre 2024 Sporthalle Brüderstraße, Lipsia Durata: 1h:06 - Spettatori: 823      | Leipzig        | 0 - 3 | Dürener           | 14-25, 16-25, 19-25               |
| 6 novembre 2024 Max-Schmeling-Halle, Berlino Durata: 1h:10 - Spettatori: 3 523       | Charlottenburg | 3 - 0 | Herrsching        | 25-20, 25-13, 25-16               |
| 9 novembre 2024 Georg-Scherer-Halle, Dachau Durata: 1h:32 - Spettatori: 100          | Dachau         | 1 - 3 | Giesen            | 19-25, 25-16, 20-25, 19-25        |
| 9 novembre 2024 Lina-Radke-Halle, Karlsruhe Durata: 1h:57 - Spettatori: 524          | Karlsruhe      | 3 - 2 | Netzhoppers       | 25-23, 19-25, 21-25, 25-21, 15-10 |
| 10 novembre 2024 Geothermie Arena, Unterhaching Durata: 1h:21 - Spettatori: 300      | Unterhaching   | 3 - 0 | Bitterfeld-Wolfen | 25-21, 25-23, 25-22               |

#### Quarti di finale
| 23 novembre 2024 Volksbank-Arena, Hildesheim Durata: 1h:17 - Spettatori: 1 255  | Giesen         | 3 - 0 | Freiburger      | 25-19, 25-21, 25-14        |
| 24 novembre 2024 Lina-Radke-Halle, Karlsruhe Durata: 1h:24 - Spettatori: 829    | Karlsruhe      | 0 - 3 | Dürener         | 17-25, 22-25, 17-25        |
| 23 novembre 2024 Max-Schmeling-Halle, Berlino Durata: 1h:43 - Spettatori: 4 150 | Charlottenburg | 3 - 1 | Lüneburg        | 21-25, 25-19, 25-21, 25-22 |
| 24 novembre 2024 Geothermie Arena, Unterhaching Durata: 1h:42 - Spettatori: 458 | Unterhaching   | 3 - 1 | Friedrichshafen | 25-22, 25-23, 15-25, 25-23 |

#### Semifinali
| 11 dicembre 2024 Arena Kreis, Düren Durata: 1h:51 - Spettatori: 1 993           | Dürener      | 3 - 1 | Giesen         | 20-25, 25-18, 25-21, 25-20 |
| 11 dicembre 2024 Geothermie Arena, Unterhaching Durata: 1h:08 - Spettatori: 884 | Unterhaching | 0 - 3 | Charlottenburg | 16-25, 14-25, 20-25        |

#### Finale
| 2 marzo 2025 SAP Arena, Mannheim Durata: 2h:18 - Spettatori: 10 267 | Charlottenburg | 3 - 2 | Dürener | 25-23, 22-25, 25-27, 25-19, 15-5 |